# Обште
Обште (рум.: obște; пол. obști) — автономна сільськогосподарська громада румунів середньовіччя. Поєднуючи приватну та спільну власність, громади зазвичай використовували систему відкритого поля. Обште зазвичай складалася з однієї чи кількох розширених родин. Ця система організації була подібною в усіх регіонах, населених румунами, і вона загалом відступила, оскільки сюзерени взяли на себе більшу владу над сільськими громадами, а селяни втратили свободу, ставши кріпаками.

## Етимологія
Слово obște слов'янського походження, його первісне значення було «загальний», «спільний», що стосується спільного володіння та використання полів. Проте, передбачається, що система організації передує слов'янському контакту і раніше слово для позначення спільноти було cătun (споріднене з албанським katund), слово, яке змінило своє значення в сучасній румунській мові на «село» або «гірське село».

## Характеристики
Села, автономні та позбавлені політичної надбудови, використовували власну систему захисту: самі слова для села румунською (sat, архаїчне fsat) та албанською (fshat) походять від латинського слова fossatum, що означає «рів, який використовувався для укріплень».
Більшість сіл не були стародавніми, але вони були засновані та зростали під час послідовних заходів колонізації. Оскільки використовувалося екстенсивне землеробство, території з виснаженим ґрунтом були залишені для нових земель, часто отриманих шляхом вирубки лісів. Іноді їх поділяли на кілька груп, кожна з яких прагнула знайти власне обште на родючій землі, щось відоме як «роїння об'єтів» (roirea obștilor).
Селяни в обсті часто були нащадками засновника (або іноді засновників) села, який був відомий як moș («прабатько»). До XVI століття у Валахії кожна велика родина (moșneni, люди зі спільним предком) мала власні ділянки землі, якими вони користувалися спільно.
Обші мали власну систему загального права, відому румунською мовою як obiceiul pământului («волоське право», «земельний звичай»), систему неписаного права, яка встановлювала правила відносин між жителями села, включно з правилами користування землею. Обште мала судову владу над своїми членами, суддями були старости села.

## Витоки
У той час як деякі історики, такі як Йоан К. Філітті, стверджували, що обште були винятковим способом організації та нещодавнім розвитком, Ніколае Йорга стверджував, що обште була одним із найдавніших інститутів румунського селянства, що існував до заснування середньовіччних румунських держав.
Деякі історики, такі як П. П. Панайтеску, стверджували, що її походження можна знайти в організації дакійських поселень, які відродилися після відступу римлян. Як аргументи на користь того, що його походження передувало слов'янському контакту, наводяться такі слова, як гінт (мн. ginture), який був терміном латинського походження (від gens / gentilis) для позначення спільноти, утвореної розширеною родиною.

## Історія
У міру створення феодальних держав обште зазнали впливу системи князівських указів, які надавали землі (данії) новоствореній знаті. Це призвело до поступового зникнення спільної власності на землю, перетворення вільних селян на кріпаків. Феодальний лад, який склався вже до XV ст., не знищив обште, але більша кількість громад стала кріпосною: коли господар або бояри володіли цілими селами, вони зберігали свій внутрішній устрій.
На початку ХХ століття обште все ще зустрічалася в деяких гірських районах Румунії, таких як Вранча і Кимпулунг у Молдові, а також Рукар у Валахії.

### Цитування
1. 1 2 3  Russu, p. 228
2. 1 2  Russu, p. 229
3. ↑  Costăchel, p. 91
4. ↑  Costăchel, p. 92
5. ↑  Costăchel, p. 95
6. ↑  Costăchel, p. 103
7. 1 2 3 4  Costăchel, p. 84
8. ↑  Russu, p. 227—228